# ريتشارد إلمان (رياضياتي)
ريتشارد إلمان (بالإنجليزية: Richard Elman)‏ هو رياضياتي أمريكي، ولد في 21 مارس 1945.